# Весляна (приток Камы)
Весля́на (Веслянка, Вилинка) — река в Республике Коми и Пермском крае, левый приток Камы. Водосбор расположен на территории восточной оконечности Северных Увалов в сильно заболоченной Веслянской низменности.

## Морфометрия
Длина — 266 км, общая площадь водосбора — 7490 км², средняя высота водосбора — 193 м. Средний уклон — 0,2 м/км. От посёлка Керосс до посёлка Усть-Чёрная ширина реки составляет 30-35 м, у посёлка Бадья — 60-100 м, в нижнем течении — до 100 м.

## Гидрография
Начало берёт в болотистой местности около юго-восточной границы Усть-Куломского района Республики Коми, примерно в 8 км восточнее болота Горикуш, ≈30 км юго-западнее посёлка Зимстан. Первые 7 км протекает по территории Усть-Куломского района, а остальные 259 — по северо-западной и центральной части Гайнского района Пермского края. Впадает в Каму слева, около села Усть-Весляна, на высоте 145 м над уровнем моря.

Весляна и её основные притоки

### Притоки
Всего в Весляну впадает 182 притока, из которых: 158 длиной менее 10 км и 24 длиной более 10 км. Крупнейший приток — Чёрная.
Основные притоки (км от устья):
- 8,4 км: река Алексеевка (лв)
- 20 км: река Ножва (пр)
- 22 км: река Юг (лв)
- 37 км: река Оныл (пр)
- 47 км: река Дозовка (лв)
- 54 км: река Берёзовка (лв)
- 59 км: река Бадья (пр)
- 65 км: река Пожег (лв)
- 71 км: река Глубокая (лв)
- 74 км: река Утьва (пр)
- 85 км: река Гарёвка (лв)
- 109 км: река Северный Мый (лв)
- 109 км: река Большой Мый (пр)
- 115 км: река Чёрная (пр)
- 121 км: река Большой Куб (лв)
- 121 км: река Малый Куб (лв)
- 144 км: река Визяха (пр)
- 161 км: река Ручь (лв)
- 184 км: река Малый Чабис (пр)
- 194 км: река Травянка (лв)
- 200 км: река Большой Чабис (пр)
- 225 км: река Камыш (пр)
- 236 км: река Асыввож (лв)
- 243 км: река Курьявож (пр)

## Водный режим
Русло весьма извилистое, особенно в верхнем течении. Уровень воды подвержен значительным колебаниям, так, например, в мае у посёлка Керосс вода поднимается до 3 м, летом после дождей — до 1,5 м. Весеннее половодье длится до конца мая — начала июня. Скорость течения в среднем равна 0,61 м/с. Среднегодовой сток Весляны составляет до 68 м³/с.

## Экология
В Весляне водятся следующие виды рыб: щука, подуст, язь, лещ, голавль, окунь, ерш, пескарь, налим, заходит стерлядь, в верховьях и притоках также встречается елец, хариус.

## Хозяйственное использование
Река используется в качестве транспортной артерии. Судоходна ниже посёлка Пельмин Бор на протяжении 70 км (входит в Перечень внутренних водных путей РФ)

## Населённые пункты
Вдоль берегов реки расположены следующие населённые пункты:
- левый: Керосс, Пельмин-Бор, Серебрянка, Берёзовка;
- правый: Усть-Чёрная, Давыдово, Оныл, Забегаево, Зюлево, Гарь, Сосновая, Лысьва, Шумино, Усть-Весляна.

## Данные водного реестра
По данным государственного водного реестра России относится к Камскому бассейновому округу, водохозяйственный участок реки — Кама от истока до водомерного поста у села Бондюг, речной подбассейн реки — бассейны притоков Камы до впадения Белой. Речной бассейн реки — Кама.
Код объекта в государственном водном реестре — 10010100112111100001457.